# Paraplectana
Paraplectana Brito Capello, 1867 è un genere di ragni appartenente alla famiglia Araneidae.

## Etimologia
Il nome deriva dal greco παρά, parà, cioè dappresso, accanto, che è simile, che somiglia, per i molti caratteri in comune con l'ex-denominazione Plectana (Walckenaer, 1842).

## Distribuzione
Le 10 specie oggi note di questo genere sono state reperite in Asia orientale, sudorientale e nell'ecozona afrotropicale: la specie dall'areale più vasto è la P. sakaguchii, rinvenuta in varie località della Cina e del Giappone.

## Tassonomia
Dal 2012 non sono stati esaminati esemplari di questo genere.
A marzo 2014, si compone di 10 specie e due sottospecie:
- Paraplectana coccinella (Thorell, 1890) — Birmania, Isola di Nias (Indonesia)
- Paraplectana duodecimmaculata Simon, 1897 — Giava
- Paraplectana hemisphaerica (C. L. Koch, 1844) — Sierra Leone
- Paraplectana japonica Bösenberg & Strand, 1906 — Giappone
- Paraplectana kittenbergeri Caporiacco, 1947 — Tanzania
- Paraplectana multimaculata Thorell, 1899 — Camerun, Africa orientale
- Paraplectana sakaguchii Uyemura, 1938 — Cina, Giappone
- Paraplectana thorntoni (Blackwall, 1865)[2] — Africa centrale, Yemen
  - Paraplectana thorntoni occidentalis Strand, 1916 — Africa centrale e occidentale
- Paraplectana tsushimensis Yamaguchi, 1960 — Cina, Taiwan, Giappone
- Paraplectana walleri (Blackwall, 1865) —Africa centrale e occidentale, Madagascar
  - Paraplectana walleri ashantensis Strand, 1907 — Ghana

### Specie trasferite
- Paraplectana peruana Keyserling, 1879; trasferita al genere Aspidolasius Simon, 1887[1].
- Paraplectana vicina (Blackwall, 1866); trasferita al genere Caerostris Thorell, 1868[1].

### Sinonimi
- Paraplectana quadrimamillata Schenkel, 1963; posta in sinonimia con P. sakaguchii Uyemura, 1938, a seguito di un lavoro degli aracnologi Yin et al., (1997d).